# Chris Thompson (nuotatore)
Christopher Lee Thompson (San Diego, 30 novembre 1978) è un nuotatore statunitense.
Specializzato nello stile libero ha vinto una medaglia di bronzo alle Olimpiadi di Sydney 2000 nei 1500 m sl.

## Palmarès
- Olimpiadi

Sydney 2000: bronzo nei 1500m sl.
- Mondiali in vasca corta

Mosca 2002: argento nei 1500m sl.
- Giochi PanPacifici

Sydney 1999: bronzo nei 1500m sl.
Yokohama 2002: bronzo negli 800m sl.
- Giochi panamericani

Santo Domingo 2003: bronzo nei 1500m sl.